# Yōsuke Takeuchi
Pour les articles homonymes, voir Takeuchi.
Yōsuke Takeuchi (竹内 洋輔, Takeuchi Yōsuke), (né le 28 mai 1979 à Tokyo, au Japon) est un ancien patineur artistique japonais. Il a été deux fois champion du Japon, en 1999 et 2002, et médaillé de bronze aux championnats du monde junior de 1999.

## Biographie

### Carrière sportive
Yōsuke Takeuchi a commencé le patinage artistique à l'âge de quatre ans. Il est monté quatre fois sur le podium des championnats du Japon dont deux fois sur la plus haute marche en 1999 et 2002.
Sur le plan international, il a remporté la médaille de bronze aux championnats du monde junior de 1999 à Zagreb derrière le russe Ilia Klimkin et le français Vincent Restencourt. Au niveau senior, ses meilleurs résultats sont une 10e place en 2001 aux championnats des quatre continents à Salt Lake City, et une 27e place aux championnats du monde de 2002 à Nagano. Il a aussi représenté son pays une fois aux Jeux olympiques d'hiver de 2002 à Salt Lake City où il a pris la 22e place.
Au cours de sa carrière sportive, il a été entraîné par Takashi Mura et ses programmes ont notamment été chorégraphiés par Tatiana Tarasova et Nikolai Morozov.

### Reconversion
Il prend sa retraite sportive en 2002 à l'issue des jeux olympiques de Salt lake City. La même année, il est diplômé de l'université Hōsei de Tokyo. Il travaille ensuite à la fédération japonaise de patinage (2005), devient conseiller technique (2006) puis entraîneur (2007).

## Palmarès
| Compétition                   | 1996    | 1997    | 1998    | 1999    | 2000    | 2001    | 2002    |  |  |  |  |  |  |  |
| Jeux olympiques d'hiver       |         |         |         |         |         |         | 22e     |  |  |  |  |  |  |  |
| Championnats du monde         |         |         |         |         |         |         | 27e     |  |  |  |  |  |  |  |
| Quatre continents             |         |         |         | 12e     |         | 10e     |         |  |  |  |  |  |  |  |
| Championnats du Japon         | 5e      | 4e      | 3e      | 1er     | 4e      | 3e      | 1er     |  |  |  |  |  |  |  |
| Championnats du monde juniors |         | 5e      |         | 3e      |         |         |         |  |  |  |  |  |  |  |
|                               |         |         |         |         |         |         |         |  |  |  |  |  |  |  |
| Grand Prix ISU                | 1995/96 | 1996/97 | 1997/98 | 1998/99 | 1999/00 | 2000/01 | 2001/02 |  |  |  |  |  |  |  |
| Skate America                 |         |         |         |         | 11e     |         |         |  |  |  |  |  |  |  |
| Skate Canada                  |         |         |         |         |         |         | 8e      |  |  |  |  |  |  |  |
| Coupe d'Allemagne             |         |         |         |         |         | 8e      |         |  |  |  |  |  |  |  |
| Coupe de Russie               |         |         |         |         |         | 8e      | 6e      |  |  |  |  |  |  |  |
| Trophée NHK                   |         |         |         |         | 11e     |         |         |  |  |  |  |  |  |  |
|                               |         |         |         |         |         |         |         |  |  |  |  |  |  |  |